# Vidby
vidby AG (stilizzato in minuscolo) è una startup con sede a Risch, in Svizzera, specializzata nella traduzione in lingua AI per video. Fondata da Alexander Konolov ed Eugen von Rubinberg nel settembre 2021, la società ha attirato l'attenzione in particolare per il suo utilizzo nella traduzione dei discorsi pronunciati dal presidente Volodymyr Zelens'kyj durante il conflitto militare in corso in Ucraina.

## Storia
vidby AG è stata fondata da Alexander Konovalov e Eugen von Rubinberg. Konovalov è originario dell'Ucraina e conserva la cittadinanza ucraina; Rubinberg è arrivato in Svizzera dalla Germania e detiene la cittadinanza tedesca. Entrambi sono residenti in Svizzera. Quest'ultimo ha fondato la sua prima attività, una società commerciale, all'età di 16 anni.
Nel 2013, i partner commerciali hanno lanciato un servizio di traduzione di videochiamate orientato al consumatore chiamato DROTR (Droid Translator) AG, utilizzando una tecnologia di traduzione linguistica basata sull'intelligenza artificiale creata da Konovalov che consente la traduzione simultanea di messaggi, chiamate vocali e video in 104 lingue (scritte), con 44 disponibili in forma parlata. Questa è stata la prima app di videochiamata al mondo con traduzione. La tecnologia è stata dichiarata da Forbes un concorrente di Skype e Viber e ha ottenuto il primo premio al concorso "Innovative Breakthrough 2013".
Nel 2021, con un nuovo focus orientato al business, DROTR è diventato vidby, con gli ex partner tecnologici di Google Konovalov e Rubinberg rimasti al timone, ciascuno con il titolo di Co-CEO. Sebbene abbia sede in Svizzera, il ricerca e sviluppo di vidby ha, secondo i fondatori dell'azienda, sede in Ucraina. La tecnologia alla base di vidby ha un livello di accuratezza variamente riportato fino al 99 percento o dal 99 al 100 percento, pari al livello più alto della traduzione umana. Inoltre, la tecnologia è in grado di rimuovere la lingua originale mantenendo i suoni ambientali. Attualmente, con la tecnologia basata su algoritmi sono possibili circa 70 lingue più 60 dialetti.

## Uso notevole
Oltre al suo utilizzo con i discorsi pronunciati da Papa Francesco, la tecnologia è stata fornita gratuitamente alle autorità e alle ambasciate ucraine durante il conflitto militare in corso con la Russia. A luglio 2022, circa 70 discorsi pronunciati dal presidente Zelenskyy per un totale di 650 minuti erano stati tradotti in 30 lingue, per un totale di oltre 10.000 minuti di materiale video. Del suo utilizzo nella traduzione dei discorsi di Zelenskyj in tempo di guerra, Konovalov ha detto: "Come ogni cittadino, voglio aiutare a difendere il mio paese".
Notevoli clienti aziendali di vidby includono Samsung, Siemens, Cisco, Kärcher, Generali e McDonald's Corporation; un cliente accademico è l'Università di Harvard.
Lo stato di Google Cloud Technology Partner di Vidby è stato confermato ufficialmente dopo un audit di 6 mesi nel dicembre 2022.

## Riconoscimenti
vidby era in cima a un elenco dei cinque migliori servizi di traduzione video nominati da TechRadar Deutschland nel settembre 2022. Nello stesso mese, Tech Times ha nominato vidby al primo posto nella lista dei cinque migliori servizi di questo tipo. tecnologie di traduzione dei contenuti secondo la valutazione di European Business Review nell'ottobre 2022. Prima di queste classifiche delle posizioni di primo piano (agosto 2022), è stata presentata come raccomandazione speciale per le start-up di Business Insider (tedesco: "Unser Lesetipp auf Gründerszene")
Nel 2023, YouTube ha riconosciuto Vidby come fornitore consigliato.